# Josete Miranda
José Antonio Miranda Boacho, meglio noto come Josete Miranda (Getafe, 22 luglio 1998), è un calciatore spagnolo naturalizzato equatoguineano, attaccante dell'Īraklīs e della nazionale equatoguineana.

## Caratteristiche tecniche
È un'ala sinistra.

## Carriera

### Club
Nella stagione 2020-2021 ha giocato 4 partite nella prima divisione spagnola con il Getafe, dopo sei stagioni consecutive trascorse nella squadra riserve del medesimo club; nella stagione 2021-2022 gioca in prestito al Nikī Volo, nella seconda divisione greca.

### Nazionale
Ha esordito con la nazionale equatoguineana il 26 marzo 2015 in occasione del match dell'amichevole persa 2-0 contro l'Egitto; è stato convocato per la Coppa delle nazioni africane 2021.

## Statistiche

### Cronologia presenze e reti in nazionale
| Cronologia completa delle presenze e delle reti in nazionale ― Guinea Equatoriale | Cronologia completa delle presenze e delle reti in nazionale ― Guinea Equatoriale | Cronologia completa delle presenze e delle reti in nazionale ― Guinea Equatoriale | Cronologia completa delle presenze e delle reti in nazionale ― Guinea Equatoriale | Cronologia completa delle presenze e delle reti in nazionale ― Guinea Equatoriale | Cronologia completa delle presenze e delle reti in nazionale ― Guinea Equatoriale | Cronologia completa delle presenze e delle reti in nazionale ― Guinea Equatoriale | Cronologia completa delle presenze e delle reti in nazionale ― Guinea Equatoriale |
| Data                                                                              | Città                                                                             | In casa                                                                           | Risultato                                                                         | Ospiti                                                                            | Competizione                                                                      | Reti                                                                              | Note                                                                              |
| --------------------------------------------------------------------------------- | --------------------------------------------------------------------------------- | --------------------------------------------------------------------------------- | --------------------------------------------------------------------------------- | --------------------------------------------------------------------------------- | --------------------------------------------------------------------------------- | --------------------------------------------------------------------------------- | --------------------------------------------------------------------------------- |
| 26-3-2015                                                                         | Il Cairo                                                                          | Egitto                                                                            | 2 – 0                                                                             | Guinea Equatoriale                                                                | Amichevole                                                                        | -                                                                                 | 68’                                                                               |
| 29-3-2015                                                                         | Abidjan                                                                           | Costa d'Avorio                                                                    | 1 – 1                                                                             | Guinea Equatoriale                                                                | Amichevole                                                                        | -                                                                                 | 77’                                                                               |
| 6-6-2015                                                                          | Andorra La Vella                                                                  | Andorra                                                                           | 0 – 1                                                                             | Guinea Equatoriale                                                                | Amichevole                                                                        | -                                                                                 | 84’                                                                               |
| 14-6-2015                                                                         | Bata                                                                              | Guinea Equatoriale                                                                | 1 – 1                                                                             | Benin                                                                             | Qual. Coppa d'Africa 2017                                                         | -                                                                                 | 75’                                                                               |
| 5-9-2015                                                                          | Giuba                                                                             | Sudan del Sud                                                                     | 1 – 0                                                                             | Guinea Equatoriale                                                                | Qual. Coppa d'Africa 2017                                                         | -                                                                                 | 73’                                                                               |
| 12-11-2015                                                                        | Agadir                                                                            | Marocco                                                                           | 2 – 0                                                                             | Guinea Equatoriale                                                                | Qual. Mondiali 2018                                                               | -                                                                                 | 80’                                                                               |
| 15-11-2015                                                                        | Bata                                                                              | Sudan del Sud                                                                     | 1 – 0                                                                             | Guinea Equatoriale                                                                | Qual. Mondiali 2018                                                               | -                                                                                 | 56’                                                                               |
| 4-9-2016                                                                          | Malabo                                                                            | Guinea Equatoriale                                                                | 4 – 0                                                                             | Sudan del Sud                                                                     | Qual. Coppa d'Africa 2017                                                         | 1                                                                                 | 82’                                                                               |
| 8-9-2018                                                                          | Bata                                                                              | Guinea Equatoriale                                                                | 1 – 0                                                                             | Sudan                                                                             | Qual. Coppa d'Africa 2019                                                         | -                                                                                 | 90’                                                                               |
| 13-10-2018                                                                        | Bata                                                                              | Guinea Equatoriale                                                                | 0 – 1                                                                             | Madagascar                                                                        | Qual. Coppa d'Africa 2019                                                         | -                                                                                 | 63’                                                                               |
| 16-10-2018                                                                        | Antananarivo                                                                      | Madagascar                                                                        | 1 – 0                                                                             | Guinea Equatoriale                                                                | Qual. Coppa d'Africa 2019                                                         | -                                                                                 | 63’                                                                               |
| 22-3-2019                                                                         | Omdurman                                                                          | Sudan                                                                             | 1 – 4                                                                             | Guinea Equatoriale                                                                | Qual. Coppa d'Africa 2019                                                         | -                                                                                 |                                                                                   |
| 25-3-2019                                                                         | Riad                                                                              | Arabia Saudita                                                                    | 3 – 2                                                                             | Guinea Equatoriale                                                                | Amichevole                                                                        | -                                                                                 |                                                                                   |
| 4-9-2019                                                                          | Omdurman                                                                          | Sudan del Sud                                                                     | 1 – 1                                                                             | Guinea Equatoriale                                                                | Qual. Mondiali 2022                                                               | -                                                                                 |                                                                                   |
| 8-9-2019                                                                          | Malabo                                                                            | Guinea Equatoriale                                                                | 1 – 0                                                                             | Sudan del Sud                                                                     | Qual. Mondiali 2022                                                               | -                                                                                 | 46’                                                                               |
| 19-11-2019                                                                        | Malabo                                                                            | Guinea Equatoriale                                                                | 0 – 1                                                                             | Tunisia                                                                           | Qual. Coppa d'Africa 2021                                                         | -                                                                                 |                                                                                   |
| 11-11-2020                                                                        | Il Cairo                                                                          | Libia                                                                             | 2 – 3                                                                             | Guinea Equatoriale                                                                | Qual. Coppa d'Africa 2021                                                         | 1                                                                                 | 90’                                                                               |
| 15-11-2020                                                                        | Bata                                                                              | Guinea Equatoriale                                                                | 1 – 0                                                                             | Libia                                                                             | Qual. Coppa d'Africa 2021                                                         | -                                                                                 | 80’                                                                               |
| 25-3-2021                                                                         | Malabo                                                                            | Guinea Equatoriale                                                                | 1 – 0                                                                             | Tanzania                                                                          | Qual. Coppa d'Africa 2021                                                         | -                                                                                 | 90’                                                                               |
| 3-9-2021                                                                          | Tunisi                                                                            | Tunisia                                                                           | 3 – 0                                                                             | Guinea Equatoriale                                                                | Qual. Mondiali 2022                                                               | -                                                                                 |                                                                                   |
| 7-9-2021                                                                          | Bata                                                                              | Guinea Equatoriale                                                                | 1 – 0                                                                             | Mauritania                                                                        | Qual. Mondiali 2022                                                               | -                                                                                 | 20’ 84’                                                                           |
| 7-10-2021                                                                         | Malabo                                                                            | Guinea Equatoriale                                                                | 2 – 0                                                                             | Zambia                                                                            | Qual. Mondiali 2022                                                               | -                                                                                 | 85’                                                                               |
| 10-10-2021                                                                        | Lusaka                                                                            | Zambia                                                                            | 1 – 1                                                                             | Guinea Equatoriale                                                                | Qual. Mondiali 2022                                                               | -                                                                                 | 16’ 78’                                                                           |
| 16-11-2021                                                                        | Nouakchott                                                                        | Mauritania                                                                        | 1 – 1                                                                             | Guinea Equatoriale                                                                | Qual. Mondiali 2022                                                               | -                                                                                 | 82’                                                                               |
| 16-1-2022                                                                         | Douala                                                                            | Algeria                                                                           | 0 – 1                                                                             | Guinea Equatoriale                                                                | Coppa d'Africa 2021 - 1º Turno                                                    | -                                                                                 | 66’                                                                               |
| 20-1-2022                                                                         | Limbe                                                                             | Sierra Leone                                                                      | 0 – 1                                                                             | Guinea Equatoriale                                                                | Coppa d'Africa 2021 - 1º Turno                                                    | -                                                                                 | 76’ 88’                                                                           |
| 26-1-2022                                                                         | Bamako                                                                            | Mali                                                                              | 0 – 0 (5 – 6 dtr)                                                                 | Guinea Equatoriale                                                                | Coppa d'Africa 2021 - Ottavi di finale                                            | -                                                                                 | 32’ 63’                                                                           |
| 30-1-2022                                                                         | Yaoundé                                                                           | Senegal                                                                           | 3 – 1                                                                             | Guinea Equatoriale                                                                | Coppa d'Africa 2021 - Quarti di finale                                            | -                                                                                 | 80’                                                                               |
| 2-6-2022                                                                          | Tunisi                                                                            | Tunisia                                                                           | 4 – 0                                                                             | Guinea Equatoriale                                                                | Qual. Coppa d'Africa 2023                                                         | -                                                                                 | 45’                                                                               |
| 6-6-2022                                                                          | Malabo                                                                            | Guinea Equatoriale                                                                | 2 – 0                                                                             | Libia                                                                             | Qual. Coppa d'Africa 2023                                                         | -                                                                                 | 66’ 90’                                                                           |
| 23-9-2022                                                                         | Bata                                                                              | Guinea Equatoriale                                                                | 0 – 0                                                                             | Ruanda                                                                            | Amichevole                                                                        | -                                                                                 | 69’                                                                               |
| 27-9-2022                                                                         | Casablanca                                                                        | Guinea Equatoriale                                                                | 2 – 2                                                                             | Togo                                                                              | Amichevole                                                                        | -                                                                                 |                                                                                   |
| 24-3-2023                                                                         | Malabo                                                                            | Guinea Equatoriale                                                                | 2 – 0                                                                             | Botswana                                                                          | Qual. Coppa d'Africa 2023                                                         | -                                                                                 | 79’                                                                               |
| 28-3-2023                                                                         | Francistown                                                                       | Botswana                                                                          | 2 – 3                                                                             | Guinea Equatoriale                                                                | Qual. Coppa d'Africa 2023                                                         | -                                                                                 | 71’                                                                               |
| 17-6-2023                                                                         | Malabo                                                                            | Guinea Equatoriale                                                                | 1 – 0                                                                             | Tunisia                                                                           | Qual. Coppa d'Africa 2023                                                         | -                                                                                 |                                                                                   |
| 6-9-2023                                                                          | Tripoli                                                                           | Libia                                                                             | 1 – 1                                                                             | Guinea Equatoriale                                                                | Qual. Coppa d'Africa 2023                                                         | -                                                                                 | Cap. 57’ 85’                                                                      |
| 13-10-2023                                                                        | Malabo                                                                            | Guinea Equatoriale                                                                | 0 – 0                                                                             | Burkina Faso                                                                      | Amichevole                                                                        | -                                                                                 | 83’                                                                               |
| 15-11-2023                                                                        | Malabo                                                                            | Guinea Equatoriale                                                                | 0 – 3 tav                                                                         | Namibia                                                                           | Qual. Mondiali 2026                                                               | -                                                                                 | 86’ 90+4’                                                                         |
| 20-11-2023                                                                        | Paynesville                                                                       | Liberia                                                                           | 3 – 0 tav                                                                         | Guinea Equatoriale                                                                | Qual. Mondiali 2026                                                               | -                                                                                 | 38’ 46’                                                                           |
| 9-1-2024                                                                          | Malabo                                                                            | Guinea Equatoriale                                                                | 1 – 1                                                                             | Gibuti                                                                            | Amichevole                                                                        | -                                                                                 | 68’                                                                               |
| 18-1-2024                                                                         | Abidjan                                                                           | Guinea Equatoriale                                                                | 4 – 2                                                                             | Guinea-Bissau                                                                     | Coppa d'Africa 2023 - 1º turno                                                    | 1                                                                                 | 80’                                                                               |
| 22-1-2024                                                                         | Abidjan                                                                           | Guinea Equatoriale                                                                | 4 – 0                                                                             | Costa d'Avorio                                                                    | Coppa d'Africa 2023 - 1º turno                                                    | -                                                                                 | 12’ 56’                                                                           |
| 10-6-2024                                                                         | Malabo                                                                            | Guinea Equatoriale                                                                | 1 – 0                                                                             | Malawi                                                                            | Qual. Mondiali 2026                                                               | -                                                                                 | 90+1’                                                                             |
| 5-9-2024                                                                          | Orano                                                                             | Algeria                                                                           | 2 – 0                                                                             | Guinea Equatoriale                                                                | Qual. Coppa d'Africa 2025                                                         | -                                                                                 | 66’                                                                               |
| 9-9-2024                                                                          | Malabo                                                                            | Guinea Equatoriale                                                                | 2 – 2                                                                             | Togo                                                                              | Qual. Coppa d'Africa 2025                                                         | -                                                                                 | 46’                                                                               |
| 14-11-2024                                                                        | Malabo                                                                            | Guinea Equatoriale                                                                | 0 – 0                                                                             | Algeria                                                                           | Qual. Coppa d'Africa 2025                                                         | -                                                                                 | 74’                                                                               |
| 9-6-2025                                                                          | Marrakech                                                                         | Camerun                                                                           | 1 – 1                                                                             | Guinea Equatoriale                                                                | Amichevole                                                                        | -                                                                                 | 42’ 54’                                                                           |
| Totale                                                                            |                                                                                   | Presenze                                                                          | 47                                                                                |                                                                                   | Reti                                                                              | 3                                                                                 |                                                                                   |

| Cronologia completa delle presenze e delle reti in nazionale (partite non ufficiali) ― Kosovo | Cronologia completa delle presenze e delle reti in nazionale (partite non ufficiali) ― Kosovo | Cronologia completa delle presenze e delle reti in nazionale (partite non ufficiali) ― Kosovo | Cronologia completa delle presenze e delle reti in nazionale (partite non ufficiali) ― Kosovo | Cronologia completa delle presenze e delle reti in nazionale (partite non ufficiali) ― Kosovo | Cronologia completa delle presenze e delle reti in nazionale (partite non ufficiali) ― Kosovo | Cronologia completa delle presenze e delle reti in nazionale (partite non ufficiali) ― Kosovo | Cronologia completa delle presenze e delle reti in nazionale (partite non ufficiali) ― Kosovo |
| Data                                                                                          | Città                                                                                         | In casa                                                                                       | Risultato                                                                                     | Ospiti                                                                                        | Competizione                                                                                  | Reti                                                                                          | Note                                                                                          |
| --------------------------------------------------------------------------------------------- | --------------------------------------------------------------------------------------------- | --------------------------------------------------------------------------------------------- | --------------------------------------------------------------------------------------------- | --------------------------------------------------------------------------------------------- | --------------------------------------------------------------------------------------------- | --------------------------------------------------------------------------------------------- | --------------------------------------------------------------------------------------------- |
| 10-10-2015                                                                                    | Pristina                                                                                      | Kosovo                                                                                        | 2 – 0                                                                                         | Guinea Equatoriale                                                                            | Amichevole                                                                                    | -                                                                                             | 78’                                                                                           |
| Totale                                                                                        |                                                                                               | Presenze                                                                                      | 1                                                                                             |                                                                                               | Reti                                                                                          | 0                                                                                             |                                                                                               |